# Калина сливолиста
Калина сливолиста (Viburnum prunifolium) — вид калини, що зростає (поширений) на сході Північної Америки, від штату Коннектикут до східного Канзасу та до Алабами та Техасу.

## Зростання

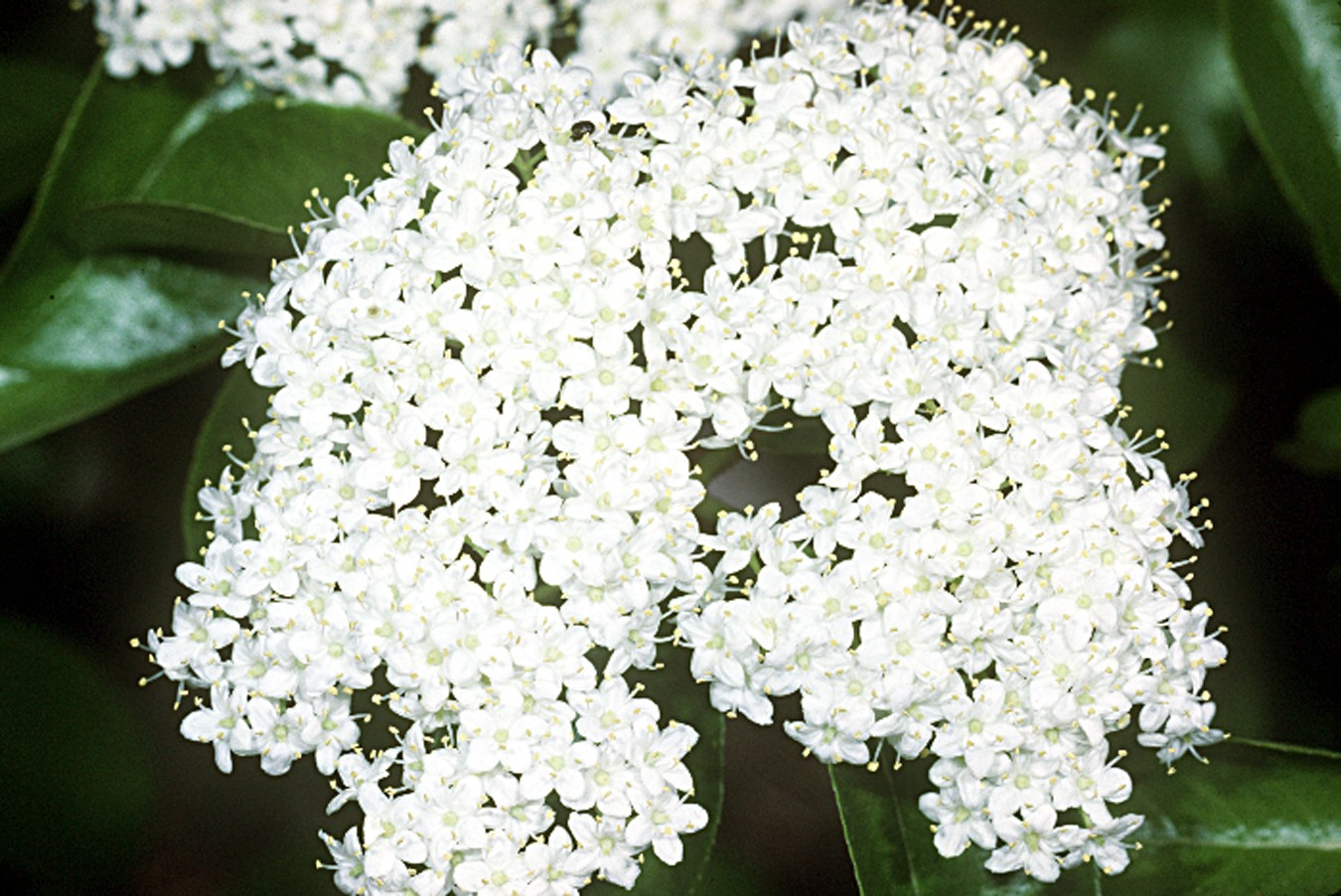
Цвіт

Калина сливолиста — листопадний чагарник або невелике дерево, що виростає до 2-9 метрів заввишки, має короткий кривий стовбур і міцні розлогі гілки; у північних частинах ареалу — виключно чагарник, стає невеликим деревом у південних частинах ареалу. Кора червонувато-коричнева, дуже шорстка на старих стеблах. Спочатку гілки червоні, потім зелені, врешті темно-коричневі з відтінком червоного. Зимові бруньки покриті іржавим нальотом. Пуп'янки яйцеподібні, 1 см завдовжки, значно більші за пахвові бруньки. Листя просте, до 9 см завдовжки і 6 см завширшки, овальне, яйцеподібне або орбікулярне, клиноподібне або округле біля основи, пильчасте, гостре, із зубчастими краями з жолобчастим і злегка крилатим червоним черешком 1,5 см завдовжки; восени червоніє. Листя за зовнішнім виглядом схоже на деякі види сливи (за що вид отримав свою назву); листя виходить із пуп'янків евольвентним, блискучим, зеленим, з відтінком червоного кольору, іноді гладким або покритим в іржавий наліт; при повному зростанні темно-зелене і гладке зверху, знизу бліде, гладке або синє.

## Характеристики

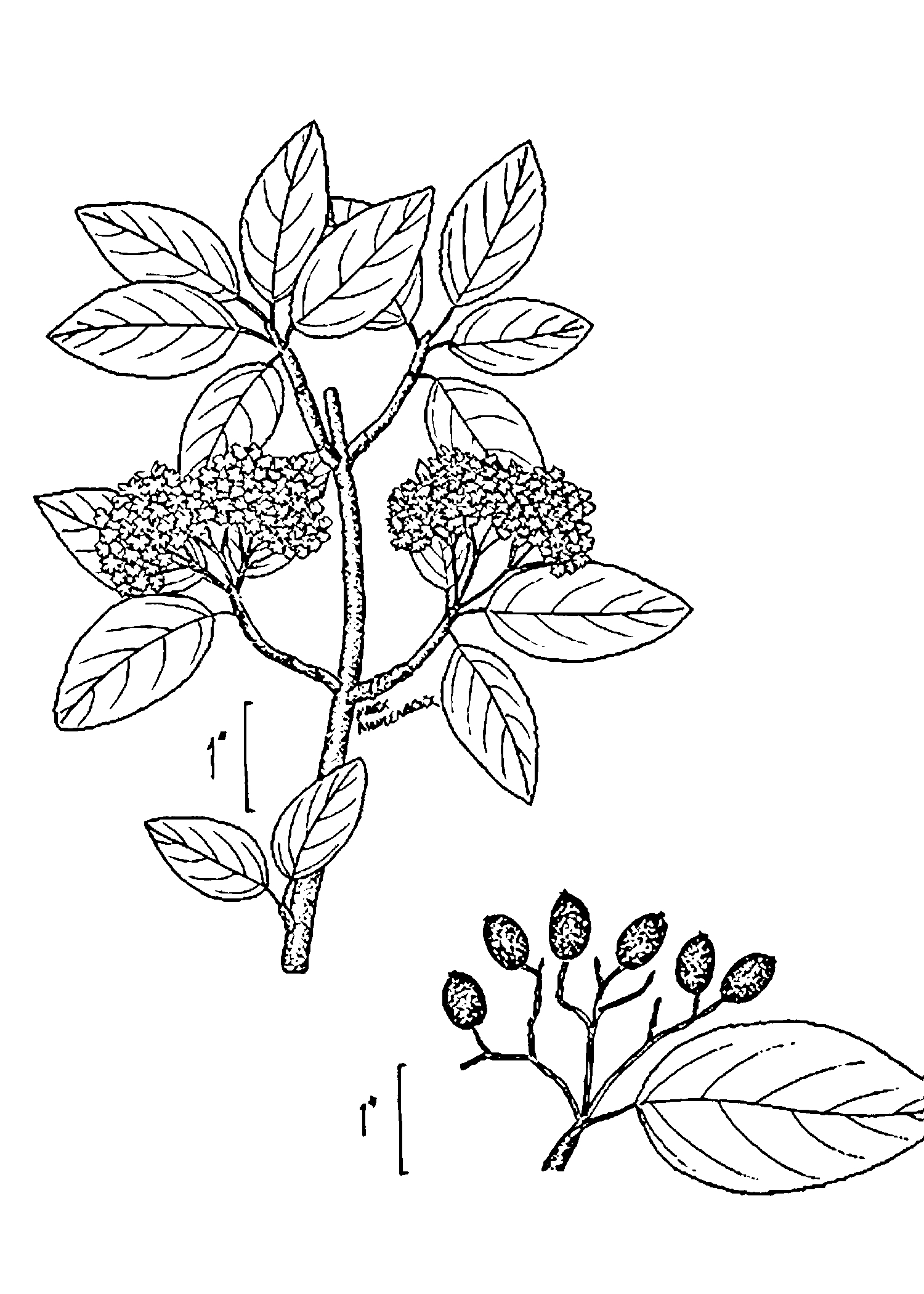
Ботанічна ілюстрація

Квітки кремово-білі, діаметром 9 мм; чашечка урноподібна, п'ятизуба, стійка; пелюсток п'ять, закруглені, частково сховані в пуп'янку; п'ять тичинок чергуються з пелюстками, нитки тонкі, пиляки блідо-жовті, довгасті, двоклітинні, клітини розкриваються поздовжньо; маточка розташована нижче, одноклітинна, із товстою блідо-зеленою і плоскою приймочкою і єдиною зав'яззю. Квітки формують у плоскі суцвіття 10 см в діаметрі в середині та пізньому літі. Плід — кістянка 1 см завдовжки, темно-синьо-чорна із соковитим нальотом, висить до зими, стає їстівною після заморожування, потім поїдається птахами; кісточка плоска і рівна, широко овальний. Де б вона не пропростала, калина сливолиста віддає перевагу сонячному рідколіссю з добре дренованим грунтом та достатньою кількістю води.

## Заповідний статус у США
Має статус виду під загрозую у штаті Коннектикут.

## Використання

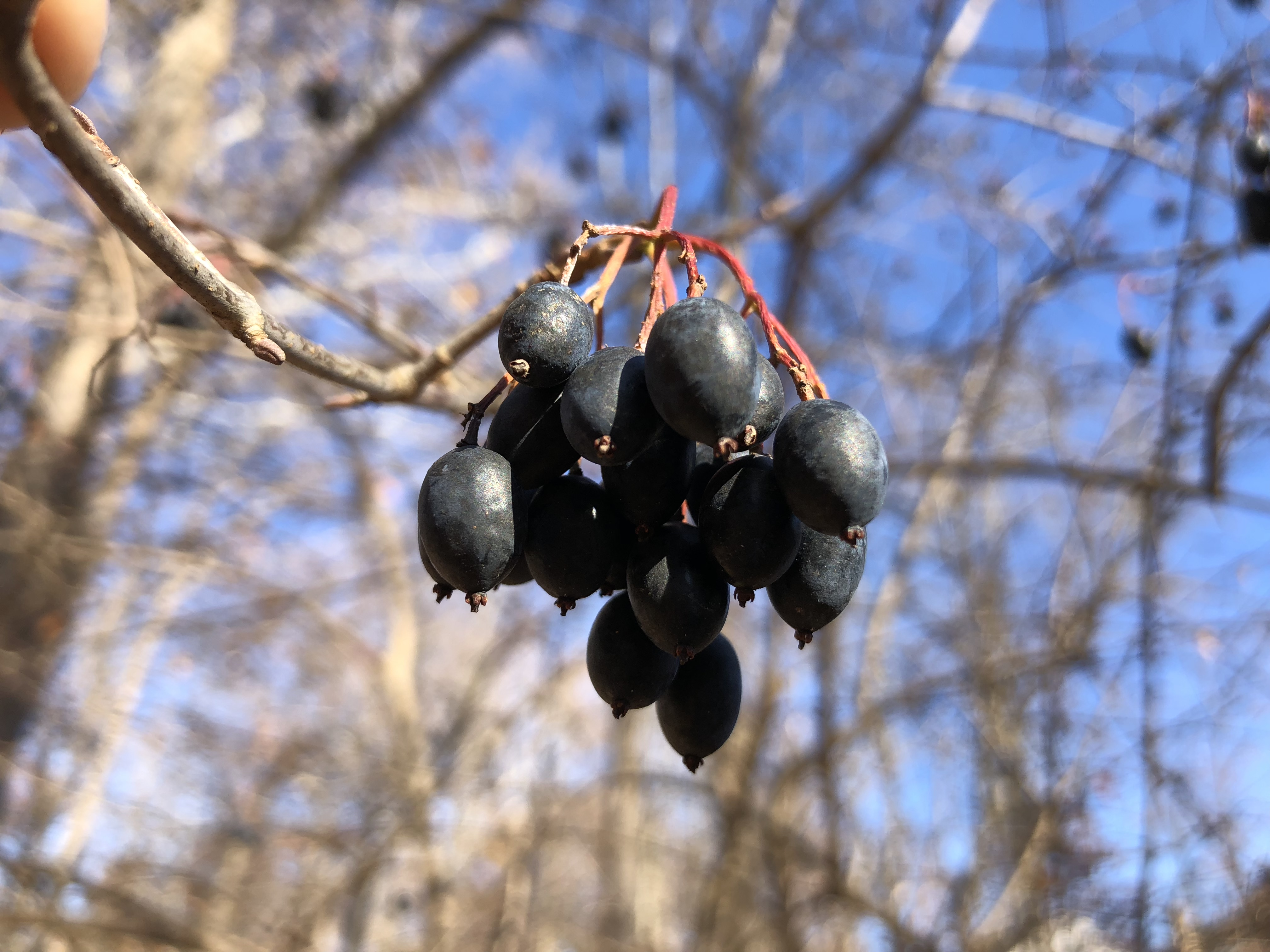
Спілі плоди калини сливолистої

Має як цінність як декоративна рослина, забезпечуючи гарні осінні кольори і корм для птахів на початку зими, також має лікувальні властивості.
У процесі вирощування був утворений гібрид із калиною канадською, отримано садовий гібрид Viburnum × jackii.
Деревина бура з відтінком червоного; важка, тверда, крупнозерниста із щільністю 0,8332.

### Як їжа
Месквоки їдять плоди сирими, а також готують з них варення.

### Медицина
Протягом століть калину сливолисту використовували в медичних цілях, переважно при гінекологічних захворюванях. При цьому використовується кора.
Активні компоненти включають скополетін, ескулетин, саліцин, 1-метил-2,3 дибутил гемімелітат і вібурнін. Танін — ще один хімічний компонент калини сливолистої.
Індіанці використовували відвар калини сливолистої для лікування гінекологічних захворювань, включаючи менструальні болі, допомагаючи відновленню після пологів та для лікування наслідків менопаузи. Як народний засіб калину сливолисту застосовували для лікування менструальних болів та ранкової нудоти. Завдяки своїм спазмолітичним властивостям рослина також може бути корисною для лікування судом шлунково-кишкового тракту або жовчних проток.
Важливим використанням калини сливолистої було запобігання викидням. Американські рабовласники також використовували рослину для попередження абортів. Раби були цінним надбанням, а їх власник також володів їхнім потомством, тому забезпечення того, щоб жінки-рабині народжували, було надзвичайно важливим. Деякі рабині намагалися використовувати насіння бавовни для стимулювання викиднів. Тому власники рабів змушували вагітних рабинь пити настій калини сливолистої, щоб запобігти цьому.
Саліцин у калині сливолистій також може бути корисним для знеболення.

#### За індіанськими племенами
Черокі мають декілька застосувань для рослини. Її приймають настій, щоб запобігти повторним спазмам, використовують кору кореня як потогінний та загальнозміцнюючий засіб, а також приймають складний настій з неї при гарячці, натуральній віспі та малярії. Вони також використовують настій кори для промивання хворого язика. Делавари поєднують кору кореня із листям інших рослин і використовують її для зміцнення жіночих статевих органів і використовують сполуку, що містить кору кореня, як загальнозміцнюючий засіб для жіночих сттевих органів. Мікмаки приймають настій рослини до і під час пологів .

### Безпечність
Як і багато інших рослин, у тому числі багато харчових рослин і тих, що використовуються як кулінарні трави, калина сливолиста містить саліцин, хімічний родич аспірину. Тим, хто має алергію на цю речовину, не слід використовувати калину сливолисту. Крім того, через зв'язок між аспірином та синдромом Рея, молоді люди або люди, які з вірусними захворюваннями, не повинні використовувати цю рослину.
Хімічні речовини, що містяться в калині сливолистій, розслаблюють матку і запобігають викидням; однак саліцин може бути тератогенним, тому вагітним жінкам небажано вживати настої перші два триместри. Крім того, кожен, хто використовує трави з медичних причин, повинен використовувати їх лише під наглядом кваліфікованого медичного працівника.
Калина сливолиста не входить до «загальновизнаного списку безпечних» Управління з контролю за продуктами та ліками США (FDA).